# Gibraltar (Avelgem)
Gibraltar is een gehucht in de Belgische provincie West-Vlaanderen. Het ligt in Outrijve, een deelgemeente van Avelgem. Het gehucht ligt in het oosten van de deelgemeente nabij de grens met het centrum van Avelgem, langs de Doorniksesteenweg (N353). Hier bevond zich vroeger een herberg met de naam "Gibraltar". Door lintbebouwing en nieuwe woonwijken raakte het gehucht in de 20ste eeuw verbonden met het centrum van Outrijve.